# اندیس دشت روان
دشت روان یک اندیس فلزی است که در حوالی شهر جبال بارز استان کرمان قرار دارد و مادهٔ معدنی موجود در آن، مس است.  